# Karstadt München Bahnhofplatz

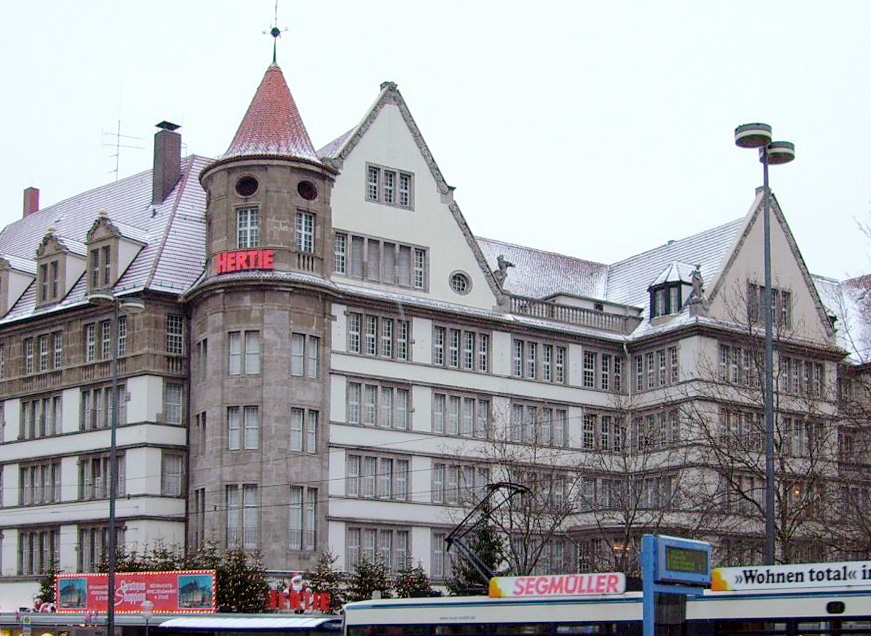
Das Kaufhaus vor der Umbenennung

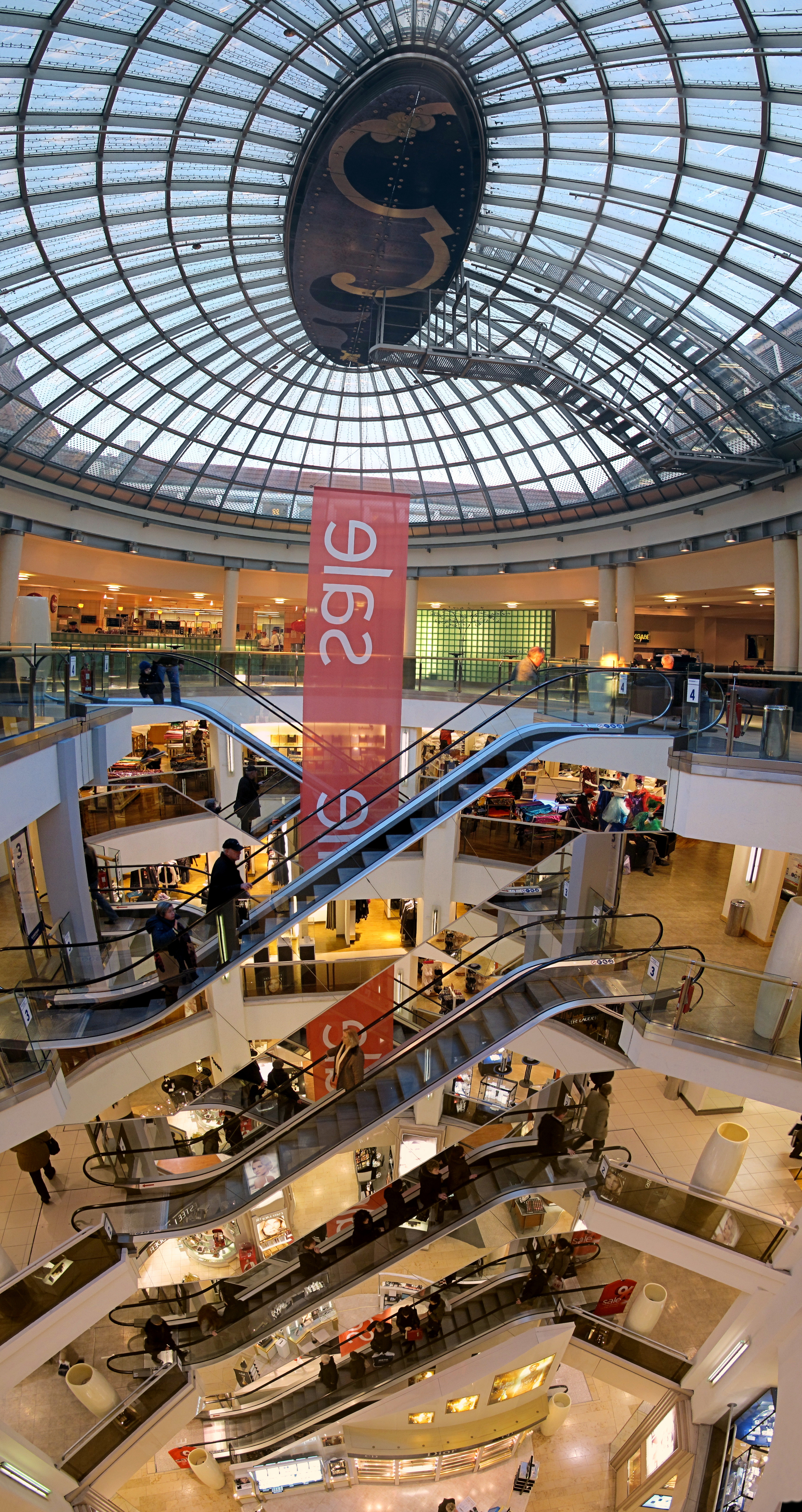
Die Glaskuppel über dem Lichthof, 2012

Das Karstadt München Bahnhofplatz war ein Warenhaus der Galeria Karstadt Kaufhof GmbH, des Nachfolgers der Karstadt Warenhaus GmbH, in der Münchner Ludwigsvorstadt.

## Geschichte

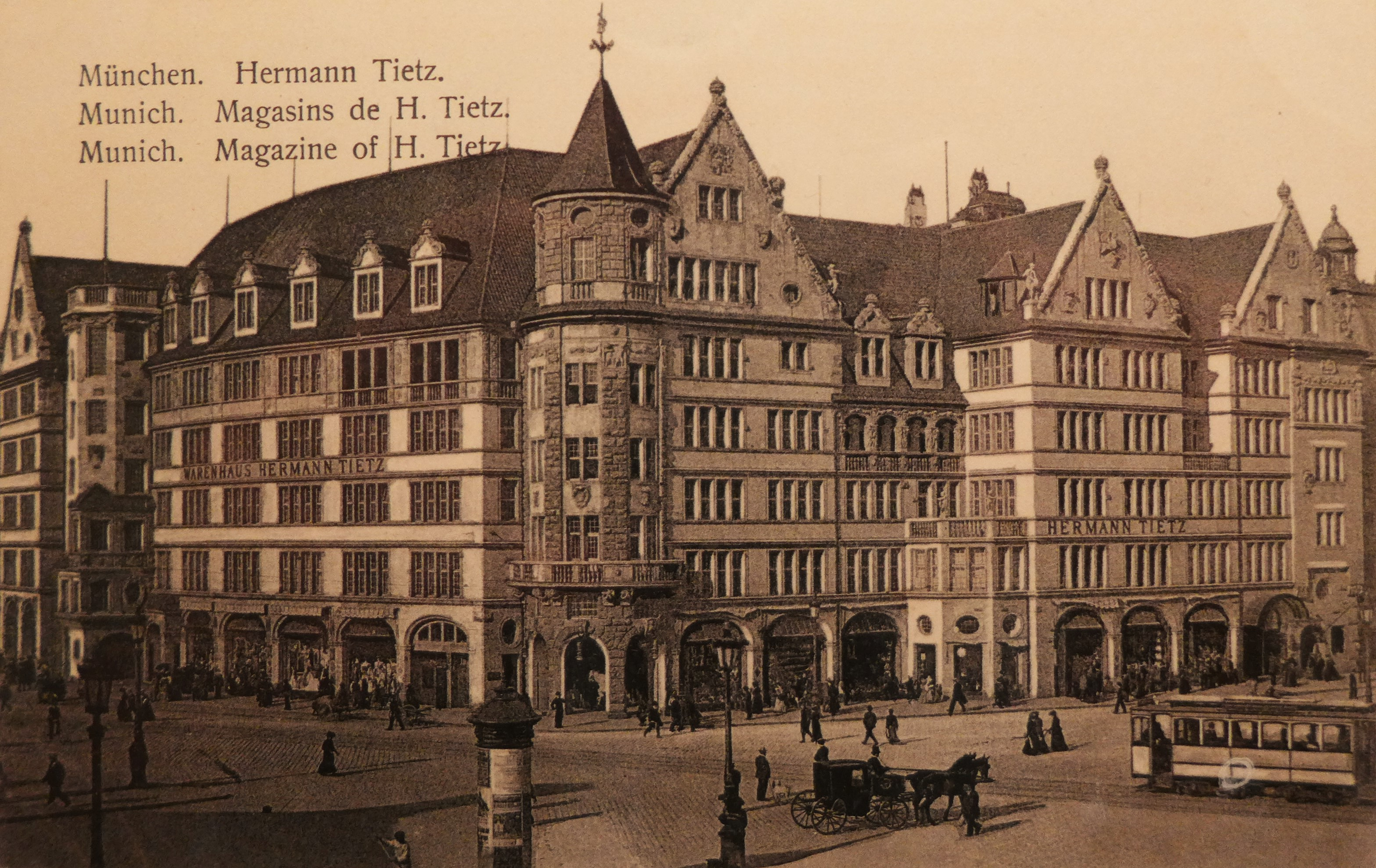
Historische Ansicht des von Max Littmann entworfenen Kaufhauses Hermann Tietz am Münchener Bahnhofsvorplatz 7, Postkarte von 1909

Das traditionsreiche, denkmalgeschützte Kaufhaus wurde in den Jahren 1904 bis 1905 nach Entwürfen des Münchener Architekten Max Littmann für die Warenhauskette Hermann Tietz gegenüber dem Hauptbahnhof errichtet und am 14. März 1905 eröffnet. In der Gestaltung des Baukörpers bediente sich Littmann, dem historisierenden Zeitgeschmack folgend, Elementen der deutschen Renaissance. Das ehemalige Warenhaus Tietz ist ein fünfgeschossiger Walmdachbau mit Vorsprüngen, Treppentürmen, Giebeln und Gauben. Es wurde in Eisenbeton-Skelettbauweise mit reduziert historisierenden Fassadengestaltungen, teils mit Muschelkalk erbaut. Der plastische Fassadendekor stammt von Julius Seidler, Jakob Bradl und Fidel Enderle.  
Bereits um 1930 verbreiteten die beiden gegenläufigen Rolltreppen im großen Lichthof großstädtisches Flair. Nach Schäden an den Fassaden in Folge des Zweiten Weltkriegs wurde das Gebäude vereinfacht wiederhergestellt und in der Folgezeit wesentlich erweitert. Der langgestreckte Anbau aus dem Jahr 1971 stammt von dem renommierten Architekten Fred Angerer. Mit knapp 40.000 Quadratmetern Verkaufsfläche, einer 220 Meter langen Fassade entlang der Schützenstraße und einer Tiefgarage für 500 Autos zählt der Gebäudekomplex zu den größten Warenhäusern in Deutschland. 
Das Gebäude gehörte zu Hertie und wurde nach Übernahme des Unternehmens durch Karstadt weiterhin als solches geführt, zumal sich in der Nähe das damalige Karstadt-Haus Oberpollinger befindet. Nachdem das neugegründete Unternehmen Hertie GmbH (ehemals Karstadt Kompakt) den Namen „Hertie“ am 1. März 2007 neu belebt hatte, musste das zur Karstadt Warenhaus GmbH gehörende Haus in „Karstadt München Bahnhofplatz“ umbenannt werden. Die Umbenennung geschah schrittweise bis zum kompletten Namenswechsel am 27. September 2007. Das sechsstöckige Gebäude zählt zu den begehrtesten Großimmobilien in der Münchner Innenstadt. 2015 erwarb es die deutsch-irische Investmentgesellschaft Signature Capital in einem Bieterwettstreit für sich. Nach eineinhalb Jahren wurde es im August 2016 an die Immobilienfirma RFR Holding, geführt von den beiden deutschstämmigen Immobilien-Investoren Aby Rosen und Michael Fuchs verkauft. Der Marktwert stieg dabei um fast 40 Prozent.
Anfang Oktober 2016 wurde bekannt, dass sich das von René Benko gegründete Immobilienunternehmen Signa über ein 50:50-Joint-Venture an dem weitläufigen Kaufhaus-Komplex beteiligt. Im November 2017 übernahm Signa schließlich auch die 50 % RFR Beteiligung und ist seither Alleineigentümer des Objektes.
Laut Beschluss des Investors René Benko wurde die Filiale am Münchner Hauptbahnhof relativ überraschend – als erste von fünf Niederlassungen in der Bayerischen Landeshauptstadt – Ende Juni 2023 geschlossen. Unter dem Titel „Corbinian“ wird der Gebäudekomplex Investoren zur Entwicklung angeboten.

## Denkmalschutz
Das Ehem. Warenhaus Tietz (Hertie) steht unter Denkmalschutz und ist unter dem Aktenzeichen D-1-62-000-547 in der Denkmalliste des Bayerischen Landesamtes für Denkmalpflege erfasst.